# Jadwiga Kotnowska
Jadwiga Kotnowska (ur. 18 sierpnia 1957 w Warszawie) – polska flecistka i pedagog, laureatka ośmiu międzynarodowych konkursów muzycznych.

## Życiorys
Jest córką pianistki. W wieku dziesięciu lat rozpoczęła edukację muzyczną. Przez osiem lat grała na flecie, fortepianie i skrzypcach. Studia ukończyła w 1978 roku w Akademii Muzycznej w Warszawie w klasie fletu Elżbiety Dastych-Szwarc. Następnie doskonaliła swoje umiejętności między innymi we współpracy z Aurèle'em Nicolet, Alainem Marionem i Jean-Pierre’em Rampalem we Francji. 

## Nagrody i konkursy
- Srebrny Dyplom w IV Międzynarodowym Konkursie „Muzyczne Orły” w dziedzinie sztuki muzycznej w obszarze muzyki poważnej za wybitne osiągnięcia artystyczne, naukowe i edukacyjne w roku 2023 w kategorii „Płyta fonograficzna” za publikację płytową „POLISH IMPRESSIONS Smoczyński / Czarnecki / Majkusiak” (nagroda grupowa dla Filharmonii Kameralnej im. Witolda Lutosławskiego w Łomży) – 2024[6]
- Zwycięstwo w konkursie na solistkę Orkiestry Symfonicznej „Gulbenkiana” w Lizbonie, Portugalia – 1987
- Zwycięstwo w konkursie na solistkę Królewskiej Filharmonii Flandryjskiej w Antwerpii, Belgia – 1985
- Złoty Medal i Grand Prix na Festiwalu w Bordeaux, Francja – 1983
- Trzecia Nagroda na Międzynarodowym Konkursie im. V. Bucchiego w Rzymie, Włochy – 1980
- Druga nagroda oraz nagroda specjalna za interpretację Sonatiny Bouleza na konkursie im. Królowej Zofii w Madrycie, Hiszpania – 1979
- Pierwsza nagroda na II Międzynarodowym Konkursie Fletowym w Formii, Włochy – 1979[7]
- Pierwsza nagroda w konkursie im. E. Schaffer w Belveglio, Włochy – 1978[8]
- Trzecia nagroda oraz nagroda specjalna za najlepszą interpretację muzyki francuskiej na XXXIV Międzynarodowym Konkursie Muzycznym im. Marii Canals w Barcelonie, Hiszpania – 1978
- Srebrny Medal na XXVII Konkursie im. G.B. Viottiego w Vercelli, Włochy – 1976

## Prawykonania
Jadwiga Kotnowska ma w swoim dorobku artystycznym liczne prawykonania nowych koncertów i utworów fletowych, często jej dedykowanych, m.in.:
- Mateusz Smoczyński „Suita polska” na flet, skrzypce / skrzypce barytonowe i orkiestrę symfoniczną. Prawykonanie pod dyr. Jana Miłosza Zarzyckiego 22 grudnia 2022 r., Filharmonia Kameralna im. W. Lutosławskiego w Łomży[9];

- Krzysztof Knittel – Partita II (INUIT) na flet, orkiestrę smyczkową i media elektroniczne – światowe prawykonanie podczas Festiwalu Musica Electronica Nova we Wrocławiu z orkiestrą AUKSO pod dyr. Marka Mosia – 2013[10];
- Paul Klimashevsky – Ellington & Mingus Suite na flet, kontrabas, perkusję i orkiestrę smyczkową – światowe prawykonanie z orkiestrą Capella Bydgostiensis podczas Festiwalu „Klasyka i Jazz” w Filharmonii Pomorskiej im. I.J. Paderewskiego w Bydgoszczy. Vitold Rek – kontrabas, Piotr Biskupski – perkusja – 2013;
- Dariusz Przybylski – Hommage à Josquin – Flute Concerto ze smyczkami, perkusja i dźwiękami elektronicznymi – światowe prawykonanie z orkiestrą AUKSO pod dyr. Marka Mosia w Sali G. Fitelberga podczas „Festiwalu Prawykonań” w Katowicach – 2009;
- Piotr Wróbel – Jazz Concerto Grosso na flet, kontrabas i orkiestrę smyczkową – światowe prawykonanie podczas „VI Festiwalu Muzyki Polskiej” w Warszawie pod dyr. J. Rogali. Vitold Rek – kontrabas – 2008;
- Marta Ptaszyńska – Koncert Podwójny na flet, harfę i orkiestrę – światowe prawykonanie z orkiestrą NOSPR-u w Sali G. Fitelberga w Katowicach pod dyr. K. Urbańskiego – 2008;
- Jerzy Maksymiuk – Muzyka na flet, harfę i smyczki – nagranie dla Polskie Radio Program II z NOSPR-em w Sali G. Fitelberga w Katowicach pod dyr. J. Maksymiuka – 2008;
- Robert Kurdybacha – Koncert fletowy, światowe prawykonanie na festiwalu Polskiej Muzyki Współczesnej „Musica Polonica Nova” we Wrocławiu z Orkiestrą Kameralną Wratislavia pod dyr. Jana Staniendy – 2006;
- Maciej Małecki – Koncert fletowy, światowe prawykonanie z orkiestrą AUKSO pod dyr. Marka Mosia podczas festiwalu VII Letnia Filharmonia – 2006;
- Henryk Mikołaj Górecki – Koncert fletowy, światowe prawykonanie w Sali G. Fitelberga z NOSPR-em w Katowicach podczas „Festiwalu prawykonań” – 2005;
- Włodek Pawlik – światowe prawykonanie na Zamku Królewskim w Warszawie utworu Puls 11/8 w tow. orkiestry AUKSO pod dyr. Marka Mosia – 2004;
- Henryk Mikołaj Górecki – światowe prawykonanie Wariacji na flet i fortepian (M. Rutkowski fortepian) na Zamku Królewskim w Warszawie – 2004;
- Witold Lutosławski – światowe prawykonanie autorskiej fletowej wersji Koncertu Podwójnego Zamku Królewskim w Warszawie z A. Sikorzak-Olek i orkiestrą AUKSO pod dyr. Marka Mosia – 2004;
- Krzesimir Dębski – Koncert fletowy, światowe prawykonanie na Zamku Królewskim w Warszawie pod batutą Jana Staniendy – 1998;
- Festiwal „Warszawska Jesień” – 1997;
  - Toshio Hosokawa polskie prawykonanie utworu: Fragmente II;
  - John Tavener polskie prawykonanie utworu: Song.

## Koncerty i recitale
2009
- Marzec – światowe prawykonanie z orkiestrą AUKSO pod dyr. Marka Mosia Sali G. Fitelberga: Hommage a Josquin – Flute Concerto ze smyczkami, perkusja i dźwiękami elektronicznymi D. Przybylskiego podczas „Festiwalu Prawykonań” w Katowicach;
- Marzec – Sala im. G. Fitelberga w Katowicach, Festiwal Prawykonań – światowe prawykonanie „Koncertu fletowego – Hommage a Josquin” Dariusza Przybylskiego z orkiestrą AUKSO – Marka Mosia;
- luty – Muzeum Hutnictwa Starożytnego, recital z pianistą Andrzejem Jungiewiczem.

2008
- Grudzień – Filharmonia Narodowa, koncert jubileuszowy Międzynarodowego Festiwalu Jazz Jamboree. Z udziałem Tria A. Jagodzińskiego oraz orkiestry AUKSO M. Mosia;
- Grudzień – VI Festiwal Muzyki Polskiej w Warszawie – światowe prawykonanie „Jazz Concerto Grosso” na flet, kontrabas i smyczki Piotra Wróbla pod dyr. J. Rogali. Vitold Rek – kontrabas;
- Wrzesień/październik – Malezja – recitale z chińskim pianistą Loo Bang Hean Peneng/Dewan Budaya, USM Kuala Lumpur – Accademy of Performing Arts;
- Lipiec – Sala Trybunału Koronnego w Lublinie, recital z pianistą M. Grzybowskim;
- Czerwiec – Studio Koncertowe Polskiego Radia im. Witolda Lutosławskiego w Warszawie, recital z pianistą M. Grzybowskim;
- Maj – Amman – (Jordania), Damaszek – (Syria) The Drama Theatre – Dar Al-Assad for Culture&Arts recitale z pianistą M. Grzybowskim;
- Maj – Sala im. G. Fitelberga w Katowicach – światowe prawykonanie „Koncertu Podwójnego” na flet, harfę i orkiestrę Marty Ptaszyńskiej. A. Sikorzak-Olek – harfa. Orkiestra NOSPR pod dyr. K. Urbańskiego;
- Kwiecień – Sala im. G. Fitelberga w Katowicach. Nagranie archiwalne dla PR „Muzyki na flet, harfę i smyczki” J. Maksymiuka. Anna Sikorzak-Olek – harfa, NOSPR pod dyr. J. Maksymiuka;
- Luty – Gloucester Festival, Wielka Brytania – recital z brytyjskim pianistą – Peter Bradley Fulgoni.

2007
- Listopad – Tournée po Azji, recitale z pianistą Andrzejem Jungiewiczem: Hongkong – Accademy of Performing Arts, Pakistan – Islamabad, Lahore Malezja – USM/Seni – Dewan Budaya Concert Hall KLCC – Kuala Lumpur;
- Październik – Zamek Książąt Pomorskich, projekt jazz-klasyka-spotkania. Jazzowe aranżacje A. Jagodzinskiego z orkiestrą Camerata Nova;
- Sierpień, Chateau d’Aigremont, – (Belgia). Recital z pianistą Bernardem Godeau;
- Czerwiec – Filharmonia Bałtycka, Concerto da Camera K. Pendereckiego z tow. Orkiestry Symfonicznej Filharmonii Bałtyckiej pod dyr. M. Nesterowicza;
- Marzec – Teatr Wielki w Warszawie, koncert inauguracyjny Festiwalu Beethovena w Warszawie „Jazzsinfonica” z udziałem Tria A. Jagodzińskiego oraz Warszawskiej Orkiestry Radiowej pod dyr. M. Nesterowicza;
- Luty – Filharmonia Szczecińska, Cztery Pory Roku Vivaldiego z tow. Orkiestry Filharmonii Szczecińskiej pod dyr. J. Staniendy;
- Styczeń – Schloss Oranienstein, Niemcy recital z fortepianem

2006
- 16 grudnia – Filharmonia Bałtycka, Aranżacje jazzowe utworów klasycznych z udziałem Tria A. Jagodzińskiego i orkiestry Filharmonii Bałtyckiej pod dyr. M. Nesterowicza;
- 15 grudnia – Filharmonia Śląska, pierwsze wykonanie w Polsce Koncertu fletowego H. Otaka z Orkiestrą Filharmonii Śląskiej pod dyr. M. Błaszczyka;
- Maj – Zamek Królewski w Warszawie, Koncerty Mozarta G-dur KV 313, C-dur KV 299 z orkiestrą AUKSO pod dyr. M. Mosia oraz harfistką Anną Sikorzak-Olek;
- Luty – Festiwal Polskiej Muzyki Współczesnej „Musica Polonica Nova” we Wrocławiu,
- Oratorium Marianum, Światowe prawykonanie Koncertu Roberta Kurdybachy;

- Styczeń – Sala Koncertowa Filharmonii Narodowej w Warszawie, Koncert d-moll C.Ph.E. Bacha oraz utwory A. Piazzolli z udziałem Tria A. Jagodzińskiego i Orkiestrą Kameralną FN.

2005
- Czerwiec – „Festiwal Prawykonań” NOSPR, Sala im. G. Fitelberga w Katowicach – światowe prawykonanie dedykowanego artystce Koncertu Fletowego H. M. Góreckiego z NOSPR-em;
- Maj – Studio Koncertowe Polskiego Radia S1 im. W. Lutosławskiego w Warszawie prawykonanie autorskiej wersji fletowej Koncertu Podwójnego Lutosławskiego z A. Sikorzak-Olek i z tow. Orkiestry Symfonicznej PR w Warszawie pod dyr. J. Krenza;
- Styczeń – Filharmonia Poznańska recital fletowy z tow. fortepianu (M. Rutkowski).

2004
- Wrzesień – Zamek Królewski w Warszawie – recital „Polska muzyka XX w.” zamykający cykl koncertów „Polska dla Europy” m.in. utwory: W. Lutosławskiego[11], A. Tansmana, K. Herdzina oraz światowe prawykonania utworów M. Góreckiego i W. Pawlika;
- Kwiecień – Filharmonia Wileńska – Koncert Fletowy „Concerto Cantata” H.M. Góreckiego z tow. Orkiestry Symfonicznej Filharmonii Narodowej pod dyr. A. Wita;
- Styczeń – Wielka Sala Konserwatorium Moskiewskiego – Koncert Fletowy „Concerto Cantata” H.M. Góreckiego z tow. Moskiewskiej Filharmonii pod dyr. W. Michniewskiego.

2003
- Grudzień – Filharmonia Narodowa, Sala Koncertowa Koncert Fletowy „Concerto Cantata” H.M. Góreckiego z tow. Orkiestry Symfonicznej FN pod dyr. A. Wita;
- Listopad – Recitale oraz Master Classes w Royal College of Music in London oraz w Royal Welsh College of Music & Drama in Cardiff.

2002
- Sierpień „Festival International de Musique” w Cerét – (Francja): J.B. Pla – Koncert G-dur z tow. orkiestry Camerata de France pod dyr. D. Tosi, recitale z programem muzyki francuskiej z pianistą Philipp Morehed – (USA) oraz z pianistką amerykańską Carol Honigburg oraz prawykonanie światowe utworu S. Coena (USA);

- Lipiec, „Kuchmo Chamber Music Festival”; repertuar recitalowy z pianistami: Roberto Prosseda (Włochy) i Paavali Jumppanen – (Finlandia) oraz kompozycje kameralne m.in. Pierrot Lunaire Schönberga i utwory Szostakowicza;
- Luty – Tournée koncertowe w USA – recitale z pianistką japońską Yoko Hamada.

2000
- Współpraca z Kwartetem Śląskim m.in. podczas Festiwalu w Rybnej, w programie bachowskim z Piotrem Pławnerem, m.in. J.S. Bach – Musikalischer Opfer, Koncert potrójny, Suita h-moll BWV 1067.

1999
- Zaproszenie do Berliner Philharmoniker – solistka w Czterech Porach Roku Vivaldiego.

1998
- Światowe prawykonanie Koncertu fletowego Krzesimira Dębskiego na Zamku Królewskim w Warszawie – (koncert dedykowany artystce).

1997
- Światowe prawykonanie Koncertu fletowego Aleksandra Szczetyńskiego, w Filharmonii Narodowej z tow. Wielkiej Orkiestry Symfonicznej FN pod dyr. W. Michniewskiego;
- Prawykonanie utworu Fragmente II T. Hosokawy oraz Song J. Tavenera podczas Festiwalu „Warszawska Jesień”.

1996-1998 Tournée w Azji – (Tajlandia), Indiach oraz koncerty w Emiratach Arabskich i w Arabii Saudyjskiej 1995
- Jako pierwsza polska flecistka wykonała oraz nagrała Concerto cantata H.M. Góreckiego z WOSPRiTV w Katowicach pod dyr. A. Wita.

1994-1995 Koncerty we Włoszech: Rzym, Cagliari (recitale z pianistą włoskim Paolo Subrizi)
1994
- Jako pierwsza polska flecistka wykonała Concerto da Camera Krzysztofa Pendereckiego na festiwalu jego imienia w Krakowie; wkrótce została zaproszona przez kompozytora do powtórzenia w Niemczech tej kompozycji pod jego dyrekcją;
- Recitale w Holandii z pianistką Mają Nosowską;
- tournée koncertowe w Hiszpanii.

1991
- Czerwiec – Koncert inauguracyjny, I Międzynarodowy Festiwal Mozartowski w Warszawie: Koncert G-dur KV 313 i Koncert C-dur KV 299 z Orkiestrą Warszawskiej Opery Kameralnej pod dyr. Karola Teutscha.

1989
- Tournée koncertowe w Holandii z orkiestrą kameralną „Camerata Bocherini” Ivana Monighettiego z Moskwy;
- Koncerty z tym samym zespołem w Konserwatorium Moskiewskim.

1988
- Festiwal Warszawska Jesień – polskie prawykonanie utworu na flet i taśmę „Głowa Orfeusza” Elżbiety Sikory.
- Pierwsze polskie wykonanie Concierto Pastorale Joaquina Rodrigo; następnie w Hiszpanii w obecności kompozytora (Rodrigo) na jego urodzinowym koncercie z orkiestrą symfoniczną w Walencji.

1986-1987
- Koncerty z orkiestrą kameralną Concerto Avenna w kraju i zagranicą.

1980
- Maj, Bergen International Festival, Grieg Hall, Koncert d-moll C.Ph.E. Bacha z tow. Orkiestry Kameralnej FN pod dyr. Karola Teutscha.

## Udział w wybranych festiwalach
- Kuhmo Chamber Music Festival, Finlandia
- Bergen Festival – Grieg Hall
- Warszawska Jesień
- Festiwal Prawykonań w Katowicach
- Festiwal Krzysztofa Pendereckiego w Krakowie
- Festiwal Mozartowski w Warszawie

## Ważniejsze sale koncertowe
- Filharmonia Berlińska
- Lincoln Center w Nowym Jorku
- Tivoli Hall w Kopenhadze
- Grieg Hall w Bergen
- Palau de Musica w Barcelonie
- Teatro Real w Madrycie
- Purcell Room w Londynie
- De Doelen w Rotterdamie
- Wielka Sala Koncertowa Moskiewskiego Konserwatorium

## Wybrana dyskografia
- 2004 – Płyta dla wytwórni „Scotstown Music”.
- 1994 – Płyta dla firmy Tonpress: Cztery Pory Roku Vivaldiego oraz Koncert S. Mercadantego – płyta nominowana do nagrody „Fryderyki” za rok 1995.
- 1993 – Płyta dla wytwórni Quantum: Flute et Harpe en Recital – z towarzyszeniem harfy (Joanna Kozielska) w Paryżu.

## Działalność dydaktyczna
Jadwiga Kotnowska prowadzi klasę fletu w Akademii Muzycznej im. Feliksa Nowowiejskiego w Bydgoszczy i w Akademii Muzycznej im. Karola Lipińskiego we Wrocławiu oraz kursy mistrzowskie m.in.: w USA, Malezji, Finlandii, Francji, Włoszech, Hiszpanii oraz w Royal College of Music w Londynie.